# 救急バイク
救急バイク（きゅうきゅうバイク、英: Motorcycle ambulances）は、緊急車両の一種であるオートバイ。
オートバイ用トレーラーやサイドカーで患者を運べるものもあり、自動車と比べ交通状況による影響が少なく、速やかに動けるとされる。
そのため、心停止の確率を減らし、患者の生存率を向上できるといわれている。
アフリカでは、妊娠中の女性のために用いられてもいる。

## 世界の救急バイク

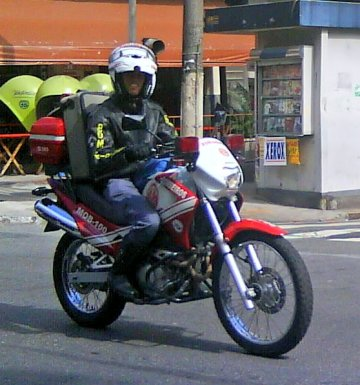
サンパウロ消防署

### ブラジル
ブラジルでは、2000年から、まずサンパウロ消防署が導入（ホンダ製）。
救出キット、消火機器、応急処置キット、点滴、AEDなどを備え、2人一組で出動する。
2008年からは、他の州でも救急バイクが導入された（ミナスジェライス州・マットグロッソ・ド・スル州・ペルナンブーコ州）。
2008年8月、SAMUと連邦政府は、400台の救急バイクを提供した。

### 香港

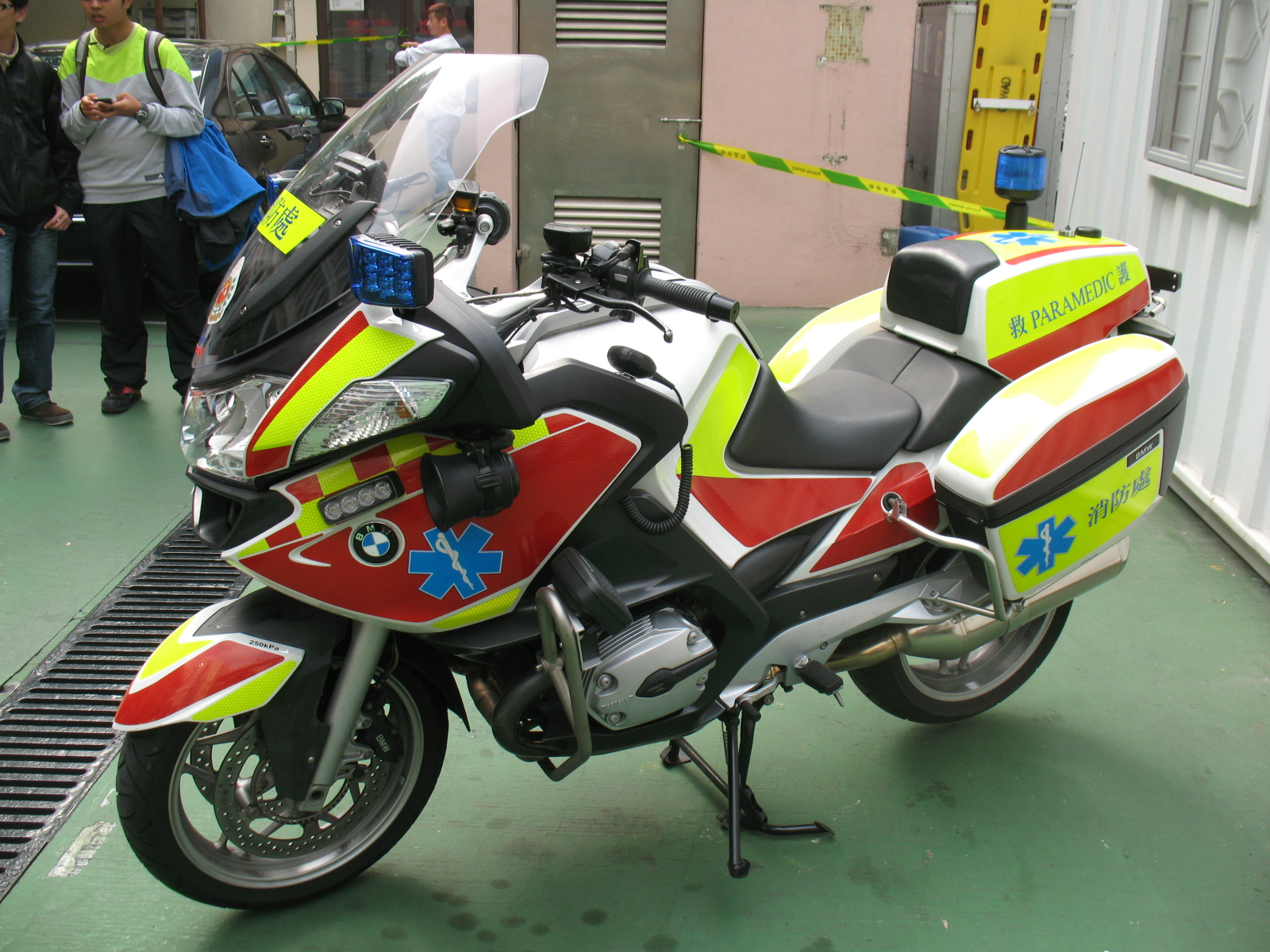
香港消防部の BMW R900RT「救急医療アシスタントオートバイ」(Emergency Medical Assistant Motorcyle, EMAMC).

香港の『Rescue Mission』(ISBN 978-988-17174-6-7) のp.173によると、「Hong Kong Fire Services Department」 (HKFSD) が1982年に、まず2台の救急バイクを導入したという。1986年には有用性を認識し、1987年に7台を新たに購入。1989年の時点では、合計15台あったという。現在は、35台まで増えている。
さらに、「香港補助医療サービス隊」も、それらと別個に救急バイクを所有しているという。

### 日本
日本の一部自治体では、オフロードバイクなどを救急バイクとして採用している（群馬県太田市消防本部の救命ライダーなど。ただし同本部では既に廃止している）。
日本で初めて導入されたのは1993年の、東京都東久留米市で運用されていた東久留米市消防本部「消防・救急オートバイ隊」だといわれている。3月10日に運用開始し、6月11日の道路交通法一部改正の閣議決定を受け、正式認知に至った。なお、同市のオートバイ隊は2010年度より消防事務を東京消防庁に委託した際に廃止されている。
議会で導入を検討している（した）自治体もある。

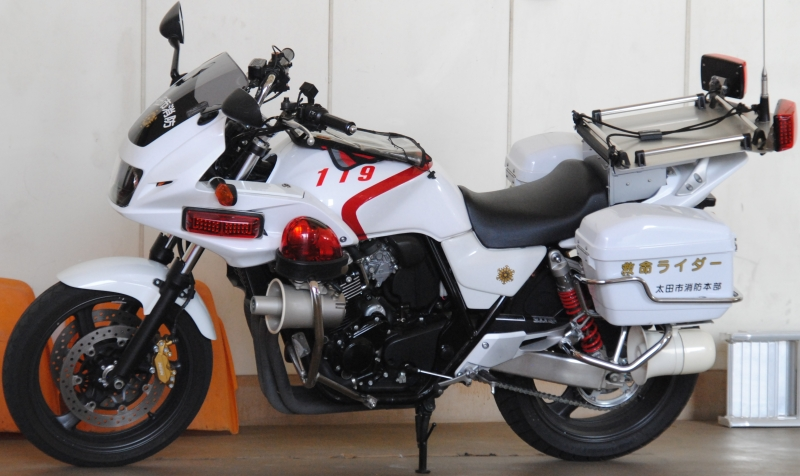
群馬県太田市消防本部の「救命ライダー」（廃車済）

### ケニア
ケニアには、Department for International Development (DFID) の2009年の援助により、救急バイクが提供された。「The Magunga's Health Centre」では、サイドカー救急車のサービスを運営している。

### マラウイ
マラウイでは、僻地で使用されている。

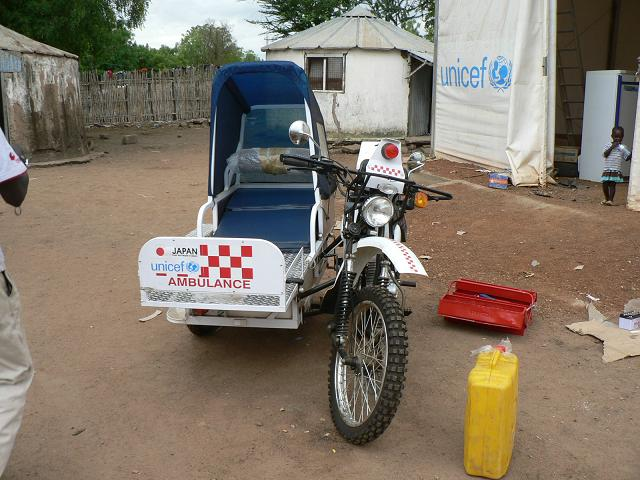
南スーダン

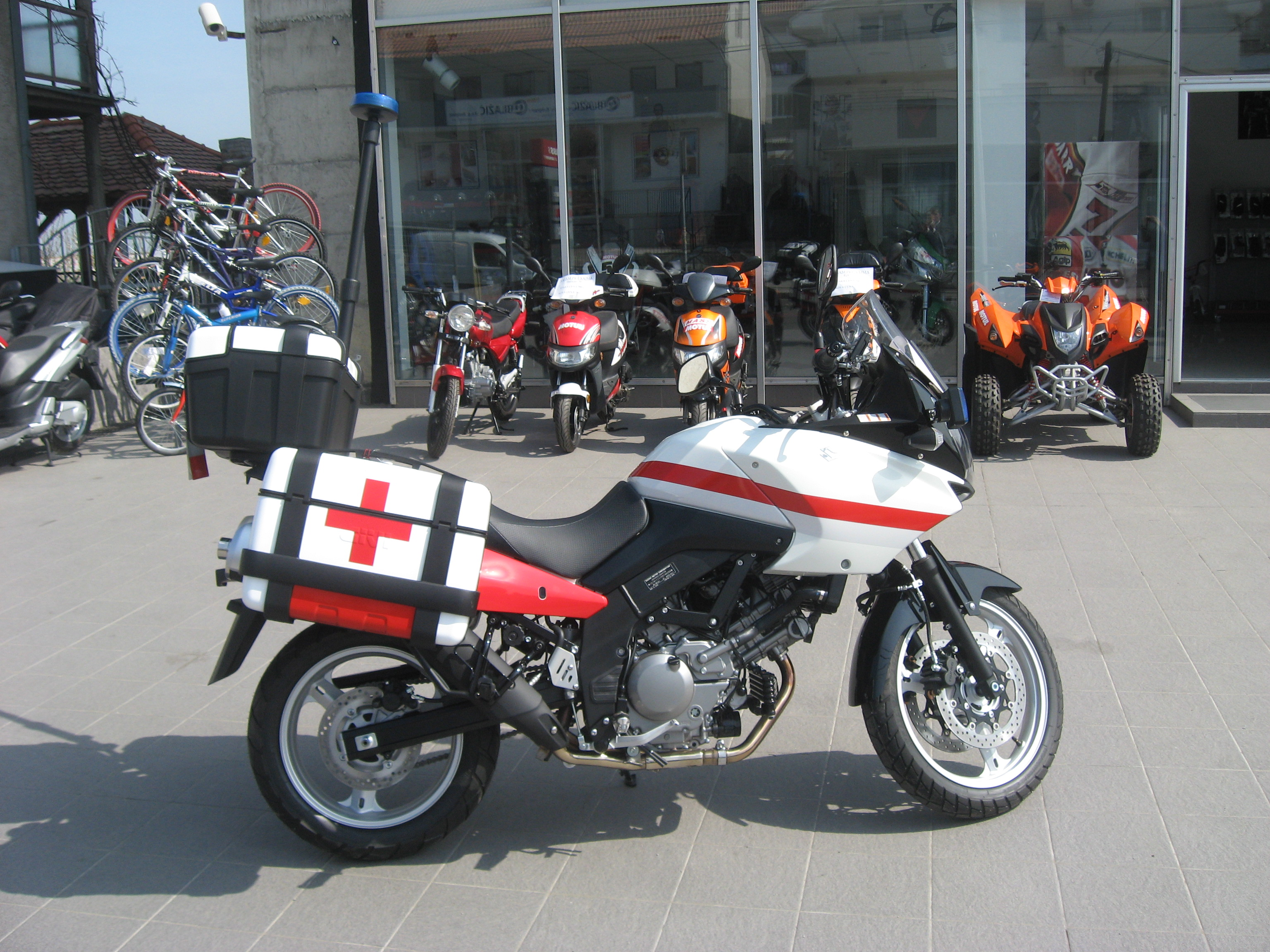
Suzuki V-Strom 650（セルビア）

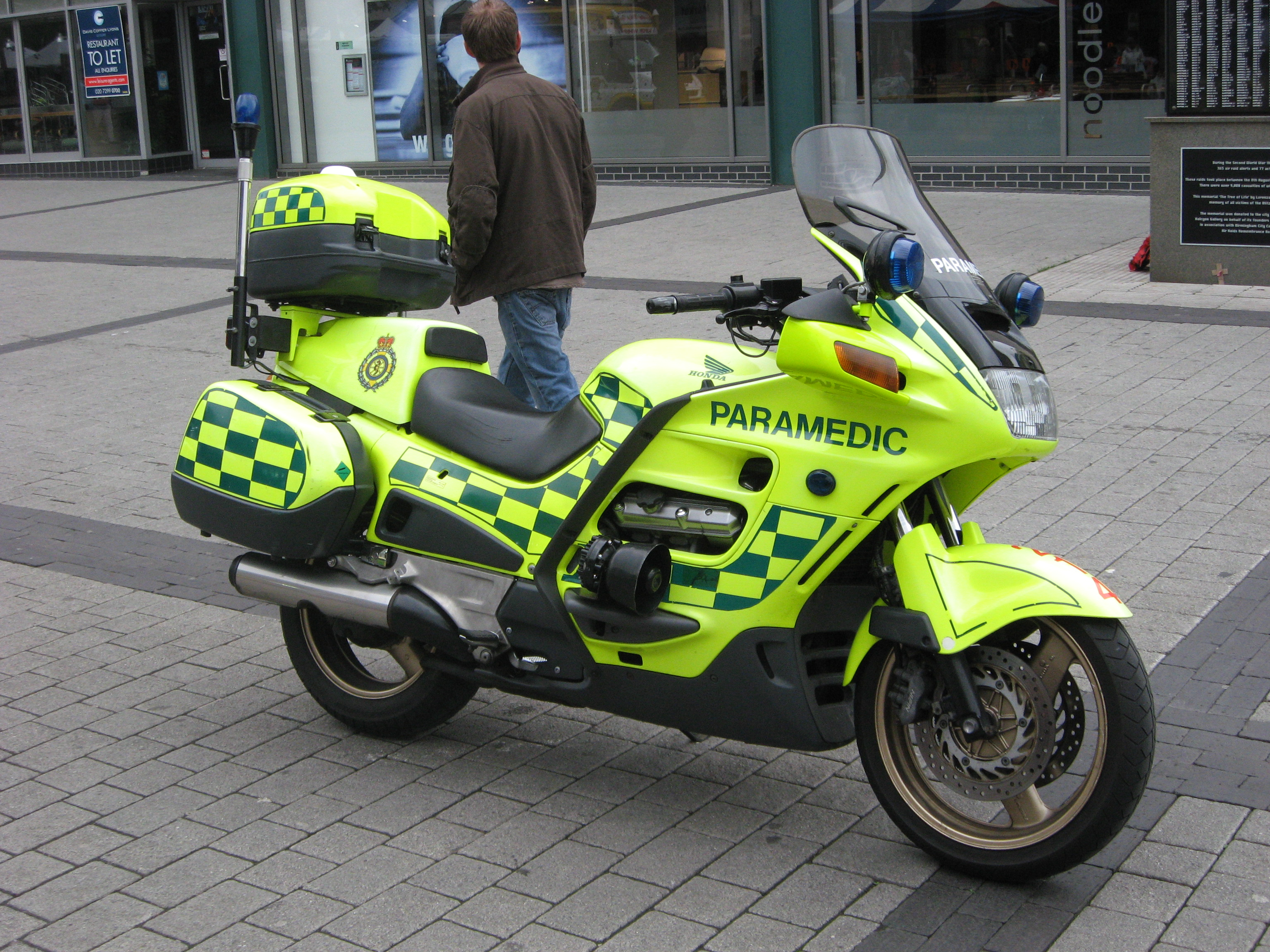
Honda ST1100（バーミンガム）

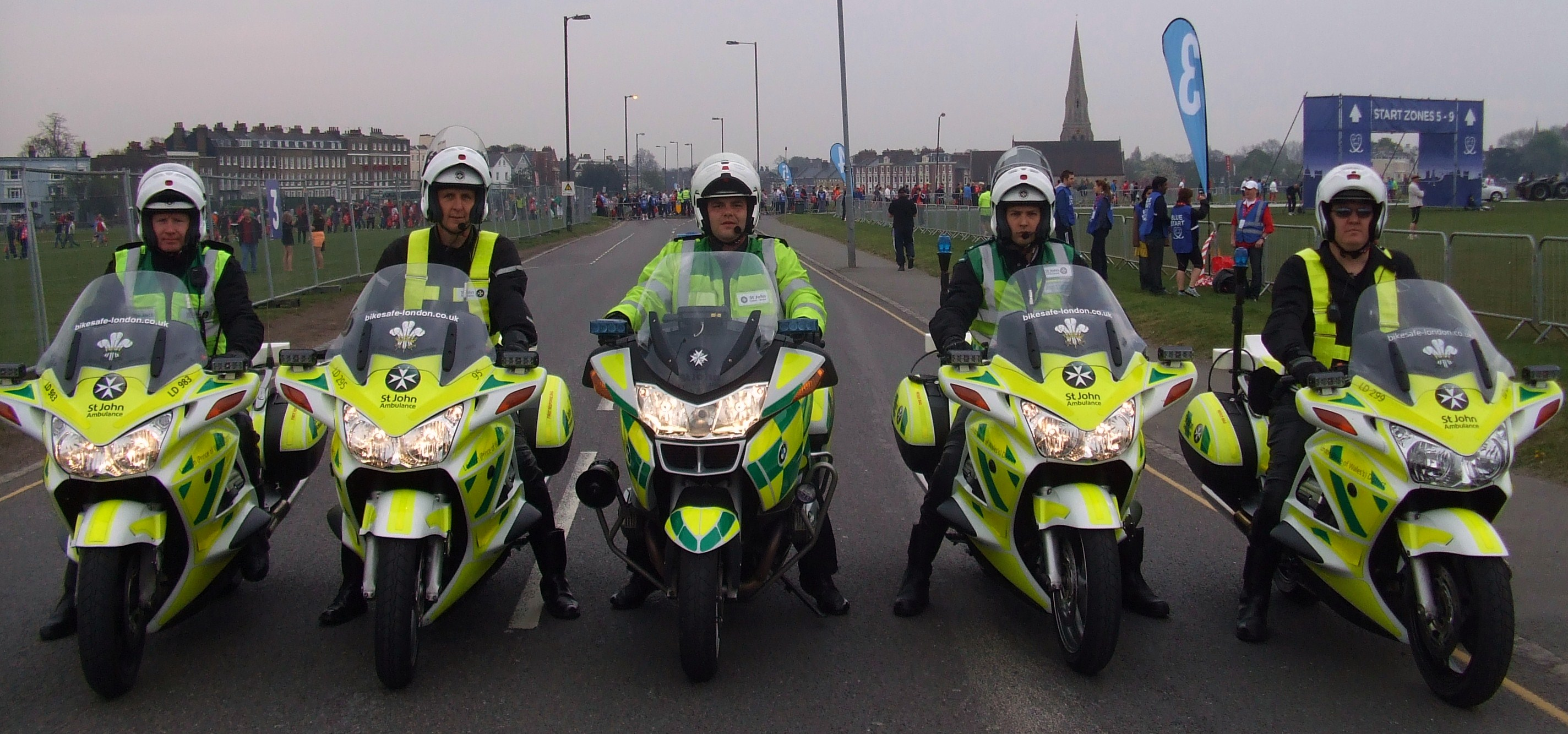
Honda ST1300とBMW R1200RT-P（ロンドン）

救急だけでなく、産科用としても活用。軽量のエンデューロマシンにストレッチャーとしてのサイドカーを装備。四輪駆動車に対するコストの安さで採用されているという背景もある。

### 南スーダン
2009年4月、南部スーダン自治政府（現・南スーダン）はユニセフ（国際連合児童基金）の協力を受け、東エクアトリア州に5台の救急オートバイを導入。妊娠した女性の輸送に活用され、妊産婦の死亡率低下に貢献しているといわれる。

### セルビア
セルビアでは2011年、ベオグラードに導入された（Suzuki V-Strom 650）。乗組員はバイクのドライバーと医師で構成。3つのバッグには、心肺蘇生法 (CPR)の対応機器などが入っている。

### イギリス
イギリスでは、「NHS emergency medical services」と「St John Ambulance」が救急バイクを運用している。
「St John Ambulance Wales」は試験期間を経た後、3台を導入しているという（Honda Transalp・BMW R1200RT・BMW F650）。主に街道の観衆などによる交通影響を受けるロードレースなどのイベント（Cardiff Half Marathon、2010 Tour of Britain Cycle Race、Ryder Cupなど）で活用されている。

### ドイツ
ドイツでは1983年から、バイエルンの赤十字社が救急バイクを活用している。2011年時点で、25台、100チームの活動があるとの報告がある。

## 歴史
第一次世界大戦では既に、アメリカ・フランス・イギリスなどが、サイドカー付きの救急バイクを活用していた（軽さ速さなどの利点から）。米軍のものはストレッチャーが二段で、負傷者2名を同時に運ぶことも可能だった。フランス軍は一人用。
英国赤十字社も、アメリカのようなダブルデッカーのサイドカー付き救急バイクを使っていた
レドンドビーチ（アメリカ合衆国のカリフォルニア州）でも、1915年にサイドカー付き救急バイクが設置されていた。bath houseに待機し、ビーチで溺れた人が出たら素早くバイクで駆けつけるシステム。
ロンドンの「The Knightsbright Animal Hospital and Institute」では、1912年に、犬の輸送にサイドカー付き救急バイクが使われた。このような活用方法は、1937年時点でもメリーランド州のHumane Societyで行われていた。

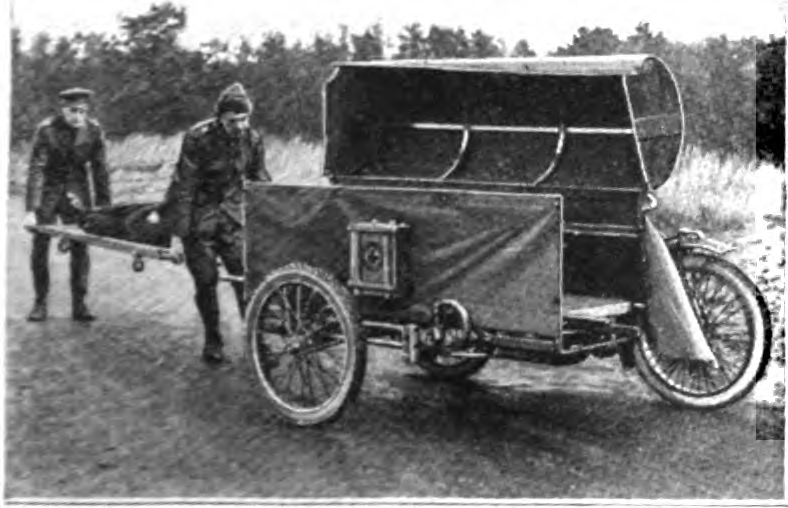
1918年 その1
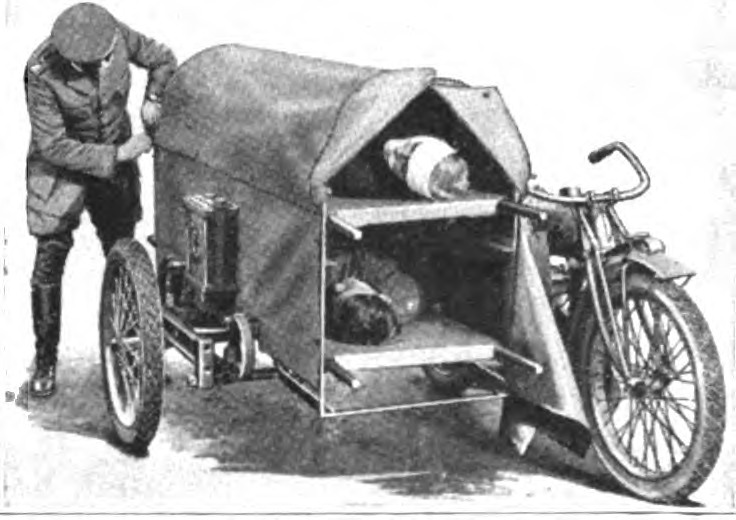
1918年 その2
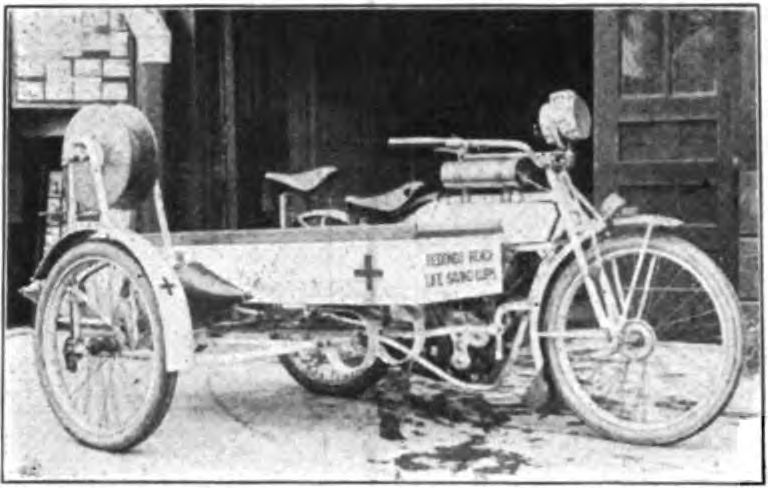
ビーチライフガードバイク（1915年、レドンドビーチ）